# Goudelin
Goudelin (en bretó Goudelin) és un municipi francès, situat a la regió de Bretanya, al departament de Costes del Nord. L'any 2006 tenia 1.552 habitants.

## Demografia
| 1962                                       | 1968  | 1975  | 1982  | 1990  | 1999  | 2006  |
| ------------------------------------------ | ----- | ----- | ----- | ----- | ----- | ----- |
| 1.145                                      | 1.243 | 1.186 | 1.267 | 1.258 | 1.357 | 1.552 |
| Des de 1962: població sense dobles comptes |       |       |       |       |       |       |

## Administració
| Període   | Identitat      | Partit |
| --------- | -------------- | ------ |
| 2001-2008 | Arsène Savidan |        |
| 2008-     | Didier Morin   |        |